# Detonado
Um detonado é um guia destinado a melhorar a habilidade de um jogador em um jogo eletrônico específico e geralmente projetado para ajudar os jogadores a concluir um jogo eletrônico inteiro ou elementos específicos. Alternativamente, as orientações podem ser configuradas como uma reprodução, onde os jogadores se gravam jogando um jogo e o carregam ou transmitem ao vivo para a Internet. Detonados podem ser considerados guias para ajudar a melhorar a experiência dos jogadores, para auxiliar no desbloqueio de conquistas do jogo ou simplesmente como um meio de socializar com indivíduos afins como uma distração da vida cotidiana.
Detonados originaram-se como instruções descritivas baseadas em texto em revistas para jogar um jogo eletrônico. Com o crescimento da popularidade dos computadores e da internet, os detonados se expandiram para os formatos digital e vídeo, sendo a idade média típica dos espectadores de 23 anos e predominantemente do sexo masculino, de acordo com um estudo realizado na Finlândia em 2015. Alguns indivíduos e empresas são conhecidos por ganhar uma renda lucrativa através do processo de gravação e oferta de guias publicamente.

## História
Os detonados foram originalmente incluídas em revistas de jogos eletrônicos ou em quadros de avisos de texto. No final da década de 1980 até meados da década de 2000, detonados também estavam disponíveis por meio de 'hotlines' telefônicas nos Estados Unidos. Apesar do aumento da popularidade dos guias baseados na Internet, os detonados em texto ainda estão presentes hoje em formatos impressos e digitais. Exemplos de publicações impressas incluem guias de estratégia publicados pela Prima Games, enquanto guias digitais baseados em texto são hospedados em sítios eletrônicos de jogos como IGN, GamesRadar, geralmente na forma de wikis. Até o seu fechamento pela empresa-mãe Future plc, Computer and Video Games (CVG) também criava e hospedava guias digitais em seu sítio extinto.
Os detonados criadas por jogadores são normalmente projetados para ajudar outros jogadores a realizar certos feitos nos jogos eletrônicos e são semelhantes a detonados baseados em texto ou telefonia, exceto que também podem ser apenas para fins de entretenimento. Esses detonados normalmente são enviados para sítios de compartilhamento de vídeo, como o YouTube, ou transmissões ao vivo para sítios de streaming de mídia, como o Twitch. Vídeos "Let's Play" são um tipo especial de detonado, geralmente mais focado em entreter em vez de informar o espectador por meio de comentários humorísticos fornecidos pelo apresentador do vídeo à medida que completam o jogo.